# Clive Burr
Clive Burr (8. ožujka 1957. – 12. ožujka 2013.) je bio bubnjar heavy metal grupe
Iron Maiden. Kao bivši član Samsona, pridružio se grupi 1979.
Kao poznanik tadašnjeg gitarista Dennisa Strattona, Burr je svirao na prva tri
Iron Maiden albuma: Iron Maiden, Killers i njihovom probojnom albumu
The Number of the Beast. Burr je napustio sastav 1982. zbog rasporeda turneje i osobnih
problema. Zamijenio ga je Nicko McBrain koji je ostao član sastava i danas. Burr je napisao
dvije pjesme: "Gangland" i "Total Eclipse".
Nakon napuštanja Iron Maidena, Burr je kratko svirao u francuskoj grupi
Trust, zamjenjujući mjesta s Nickom McBrainom. Ostali sastavi u kojima je svirao bili su: Gogmagog, Stratus, Desperado, Elixir i Praying Mantis